# Jorge La Guardia

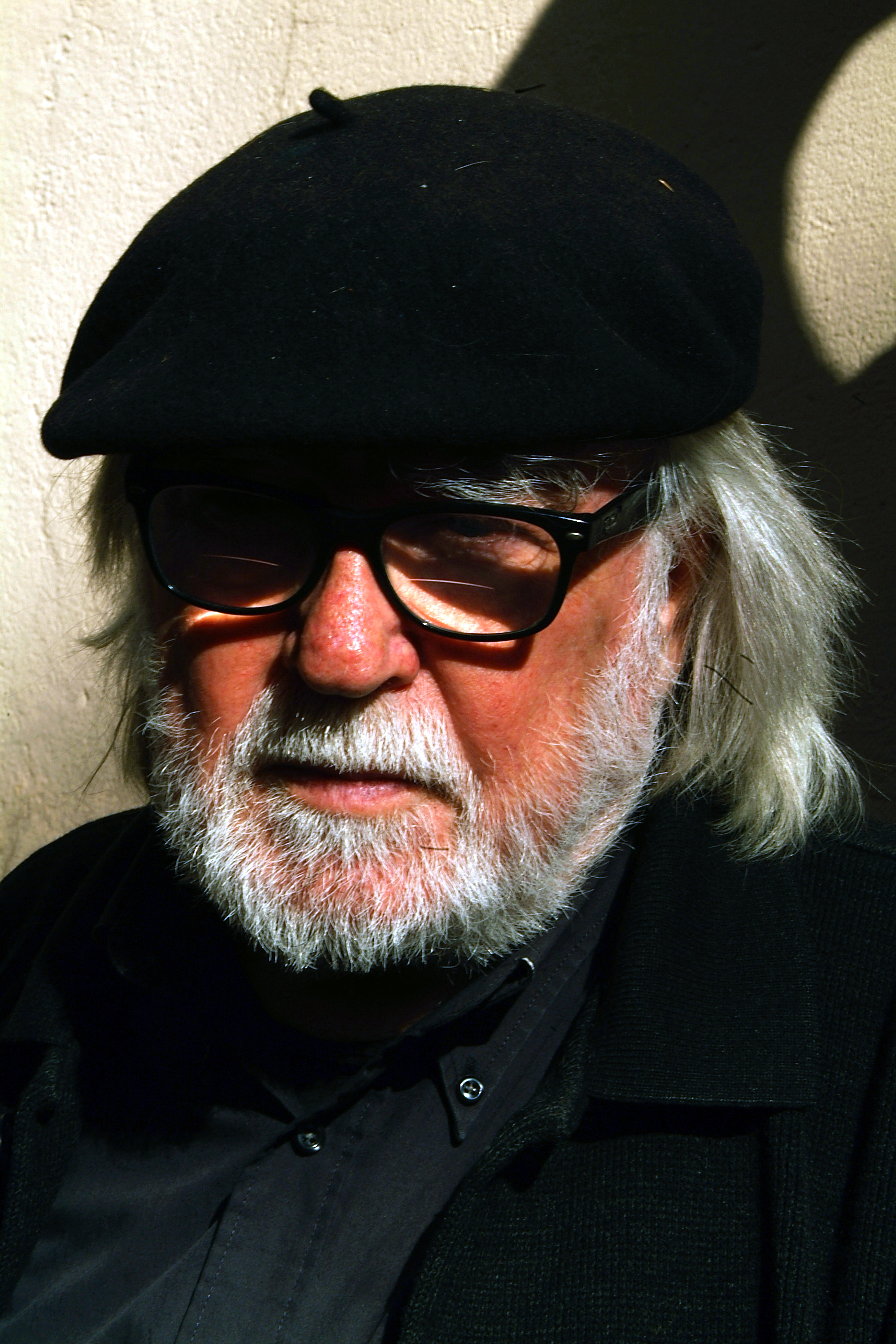
Jorge La Guardia (2011)

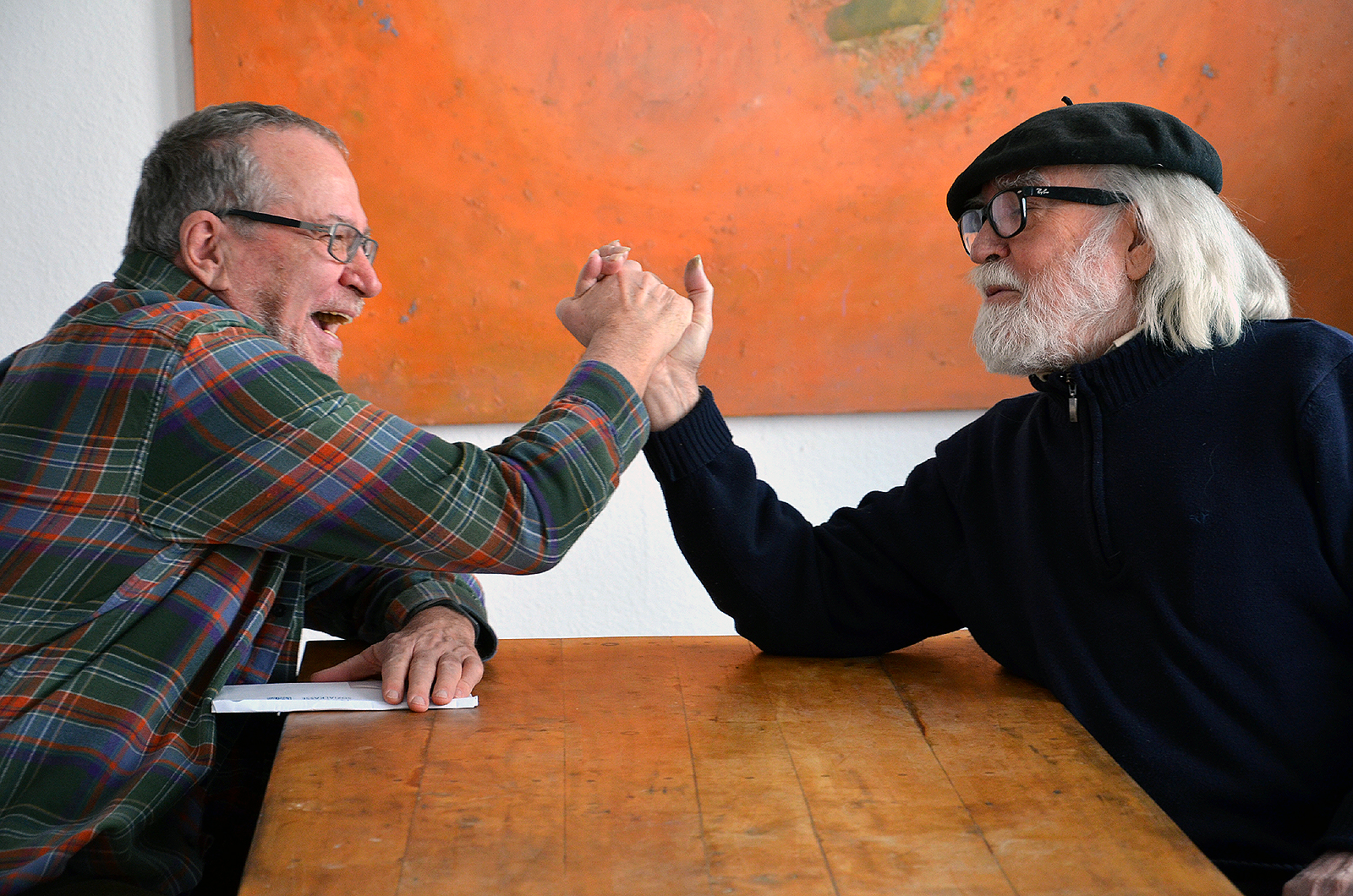
Zwei Freunde: Kulturförderer Professor Peter Hansen (links) und Jorge La Guardia beim Armdrücken in der Werkstatt-Galerie für zeitgenössische Kunst am E-Damm

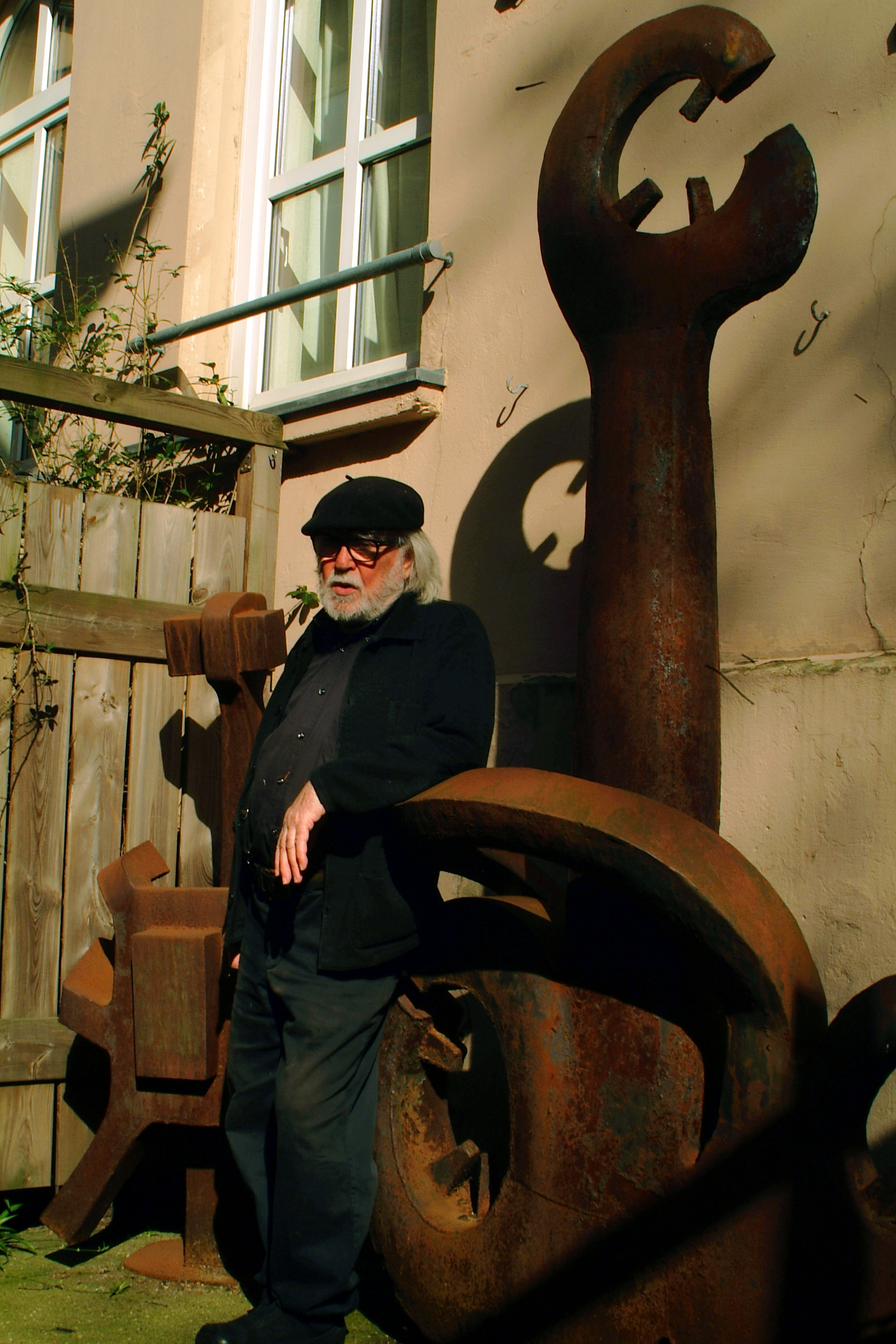
Der Künstler und eine seiner Plastiken in einem Hof vor seinem Atelier

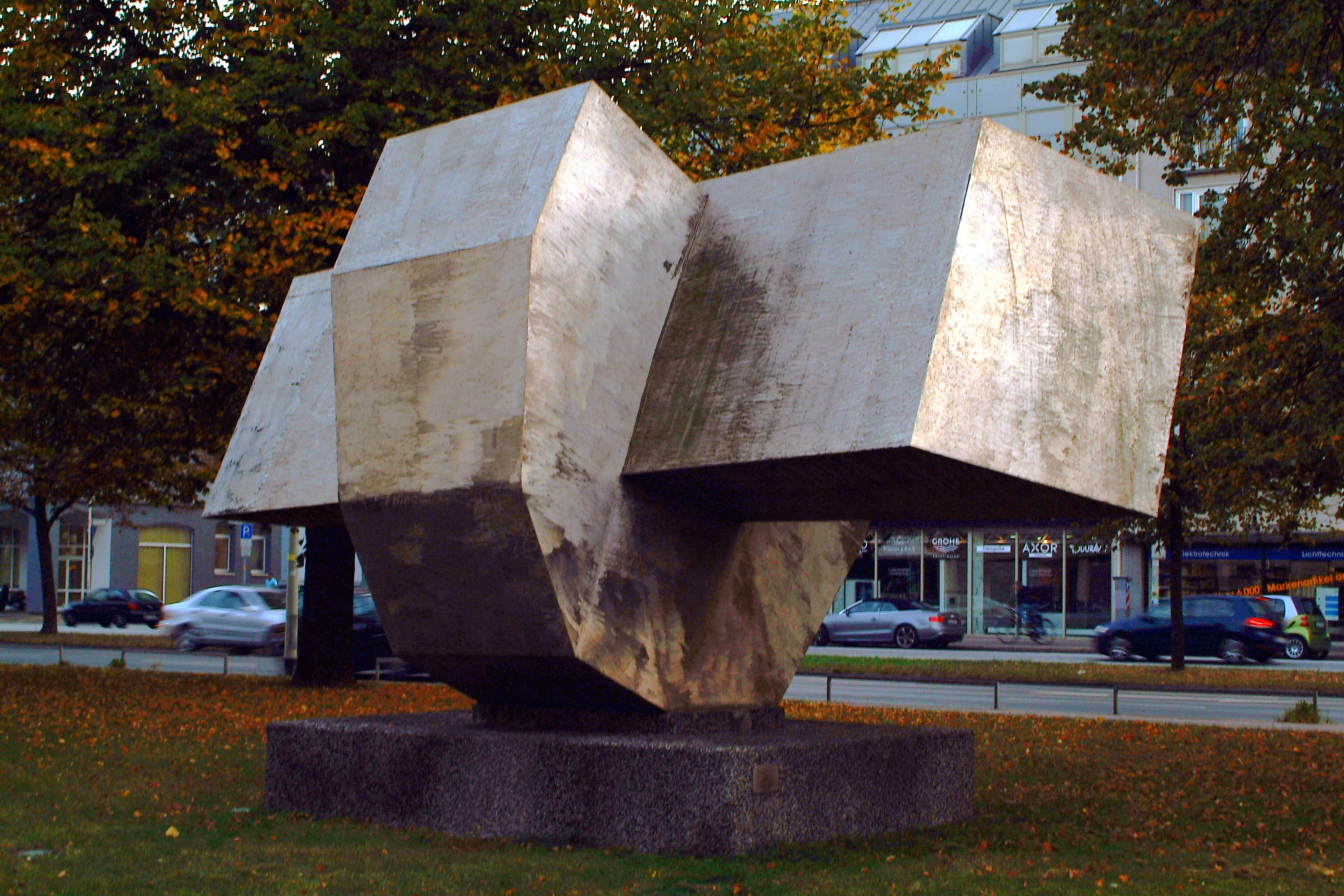
Durchdrungene, 1979, Großplastik vor der Handwerkskammer Hannover, Berliner Allee (Lüders-Stiftung)

Jorge La Guardia (* 21. April 1937 in Albaicín) ist ein spanischer Künstler, der am Engelbosteler Damm in Hannover lebt und arbeitet.

## Leben
Jorge La Guardia kam 1937 während des Spanischen Bürgerkriegs als Sohn eines Gemüsebauern in der Altstadt von Granada zur Welt. Im Alter von 14 Jahren begann er eine Ausbildung als Schlosser. Er besuchte parallel von 1951 bis 1958 die Werkkunstschule in Granada. Dort fertigte er erste Schmiedearbeiten.
1958 zog La Guardia zu einer Künstlergruppe nach Ibiza, ein Jahr darauf nach Barcelona, wo er tief durch die Arbeiten des katalanischen Architekten und Künstlers Antoni Gaudí beeinflusst wurde. Seinen Broterwerb erzielte er dort jedoch noch mit Folklore und kleineren Kupferarbeiten.
1961 besuchte La Guardia das für ihn „geheimnisvolle Deutschland“ – und blieb dort bis heute. 1966 arbeitete er bei der Firma Henschel als Schweißer. Unterdessen entstanden Entwürfe und erste kleinere Stahlplastiken.
1969 produzierte La Guardia in Heimarbeit Gipsarbeiten und Miniatur-Terrakotten. Ein Jahr darauf fertigte er Stahlplastiken und Arbeiten in Kupfer und fand durch die Freundschaft mit dem Gitarristen Hans Haider zu einer Verbindung von Folklore und Plastik.
1970 traf La Guardia erstmals den seinerzeit in Linden tätigen Künstler Hans-Jürgen Breuste während dessen Holz- und Eisenzeit. Beide Künstler übten seitdem gegenseitigen Einfluss aufeinander aus.
Dennoch reichte das künstlerische Schaffen noch nicht zum Lebensunterhalt: Ende 1970 nahm La Guardia eine Tätigkeit bei der Firma Günter Bode auf. In dieser Zeit entstanden einige Stahlblechplastiken und Proben in Kupfer und Beton, außerdem einige Tiefenreliefs.
Die große Wende kam 1975: Von lebenswichtiger Bedeutung war dem Künstler die gemeinsam mit einem Freund getätigte Einrichtung des ersten, eigenen Ateliers. In der Werkstatt mit Ausstellungsraum schuf er erste große Freiplastiken aus Eisen und Stahl für die Straßenkunst. Im November desselben Jahres wurden in der Gartenstadt Tollenbrink in Hannover die ersten Großplastiken enthüllt, Altamira - Dona Rosita - Antonio. Unterdessen führte der Kontakt mit der argentinischen Malerin Maria Fraxedas und der im Hintergrund wirkenden Angel Balbuena zu einer Veränderung im Schaffen La Guardias.
So beschäftigt sich La Guardia auch mit der Malerei.
2004 trat er während des Masala-Musikfestivals auf, spielte Gitarre zu eigenem Gesang, begleitet von dem Flamenco-Gitarristen Miguel Casas und der Tänzerin Carmen Salado.

## Ausstellungen, Werke und Auszeichnungen (Auswahl)
- 1975: Plastiken Altamira, Dona Rosita und Antonio in der Gartenstadt Tollenbrink[1]
- 1977 bis 1980: Ausstellungen in Hannover, Göttingen und Bad Pyrmont,[2]
  - 1978 gewann er den 1. Preis der Lüders-Stiftung mit der Plastik „Durchdringung“ in Hannover.[2]
- 1980 schuf er den „Machu Picchu“-Brunnen auf dem Roderbruchmarkt in Hannover[2] und
- gestaltete seitdem die Innenarchitektur verschiedener Lokalitäten[2]
- 1981 nahm er mit Arbeiten an der Herbstausstellung des Kunstvereins Hannover teil[2] und
- 1983 an der Ausstellung des Niedersächsischen Ministeriums für Wissenschaft und Kunst im Kunstverein Hannover[2]
- 1986 schuf er eine Plastik für das Deutsche Rote Kreuz in Hannover[2]
- 2005 wurde La Guardia durch Königlichen Beschluss vom 24. Juni 2005 der „Ehrenorden für besondere Dienste“ des spanischen Staates verliehen.[2]